# Гулдинг (США)
Гулдинг (англ. Goulding) — статистически обособленная местность, расположенная в округе Эскамбия (штат Флорида, США) с населением в 4484 человека по статистическим данным переписи 2000 года.

## География
По данным Бюро переписи населения США статистически обособленная местность Гулдинг имеет общую площадь в 3,11 квадратных километров, водных ресурсов в черте населённого пункта не имеется.
Статистически обособленная местность Гулдинг расположена на высоте 25 м над уровнем моря.

## Демография
| Год переписи        | Нас. |  | %±     |
| ------------------- | ---- |  | ------ |
| 1980                | 5352 |  | —      |
| 1990                | 4159 |  | −22,3% |
| 2000                | 4484 |  | 7,8%   |
| 1980–2000 Источник: |      |  |        |

По данным переписи населения 2000 года в Гулдингe проживало 4484 человека, 624 семьи, насчитывалось 1298 домашних хозяйств и 1437 жилых домов. Средняя плотность населения составляла около 1441,8 человека на один квадратный километр. Расовый состав населённого пункта распределился следующим образом: 25,00 % белых, 72,46 % — чёрных или афроамериканцев, 0,36 % — коренных американцев, 0,60 % — азиатов, 0,02 % — выходцев с тихоокеанских островов, 1,12 % — представителей смешанных рас, 0,45 % — других народностей. Испаноговорящие составили 1,54 % от всех жителей статистически обособленной местности.
Из 1298 домашних хозяйств в 15,4 % воспитывали детей в возрасте до 18 лет, 19,0 % представляли собой совместно проживающие супружеские пары, в 23,3 % семей женщины проживали без мужей, 51,9 % не имели семей. 47,1 % от общего числа семей на момент переписи жили самостоятельно, при этом 27,5 % составили одинокие пожилые люди в возрасте 65 лет и старше. Средний размер домашнего хозяйства составил 2,15 человек, а средний размер семьи — 3,20 человек.
Население статистически обособленной местности по возрастному диапазону по данным переписи 2000 года распределилось следующим образом: 14,3 % — жители младше 18 лет, 12,3 % — между 18 и 24 годами, 34,4 % — от 25 до 44 лет, 18,8 % — от 45 до 64 лет и 20,1 % — в возрасте 65 лет и старше. Средний возраст жителей составил 39 лет. На каждые 100 женщин в Гулдингe приходилось 137,9 мужчин, при этом на каждые сто женщин 18 лет и старше приходилось 141,6 мужчин также старше 18 лет.
Средний доход на одно домашнее хозяйство статистически обособленной местности составил 14 750 долларов США, а средний доход на одну семью — 22 969 долларов. При этом мужчины имели средний доход в 18 606 долларов США в год против 17 500 долларов среднегодового дохода у женщин. Доход на душу населения статистически обособленной местности составил 14 750 долларов в год. 25,0 % от всего числа семей в населённом пункте и 30,4 % от всей численности населения находилось на момент переписи населения за чертой бедности, при этом 39,1 % из них были моложе 18 лет и 30,7 % — в возрасте 65 лет и старше.